# Latarnia morska Flatholm
Latarnia morska Flatholm – latarnia morska położona na skalistej wyspie Flat Holm położonej w Kanale Bristolskim hrabstwie Cardiff. Latarnia jest wpisana na listę zabytków Royal Commission on the Ancient and Historical Monuments of Wales pod numerem 34261.
Potrzeba wybudowania na bardzo ruchliwym szlaku w Kanale Bristolskim, latarni morskiej ostrzegającej o leżących na trasie skalistych wyspach, była dyskutowana przez członków Stowarzyszenia Kupców w Bristolu (Society of Merchant Venturers of Bristol) w pierwszej kwarcie XVIII wieku. W 1733 roku John Elbridge ze stowarzyszenia zwrócił się do Trinity House z petycją o budowę latarni, które odmówiło budowy z powodu brak zezwolenia na budowę wydanego przez króla. W 1735 roku William Crispe z Bristolu wydzierżawił od księcia Johna Stuarta, 3. hrabiego Bute, wyspę Flat Holm na okres 99 lat. Zaproponował Trinity House budowę na własny koszt latarni, propozycja została odrzucona. W końcu 1736 roku w wyniku rozbicia się o skały w pobliżu wyspy statku The Wolves i śmierci 60 żołnierzy, trójstronne porozumienie pomiędzy Williamem Crispe, Trinity House oraz Society of Merchant Venturers zostało osiągnięte. W 1737 rozpoczęto budowę latarni, którą ukończono w 1738.
22 grudnia 1790 roku latarnia została uszkodzona przez piorun. W 1819 roku latarnia została zmodernizowana i nadbudowana z 21 na 27 metrów. Wstawiono nowe źródło światła lampę Argarda.  W 1823 roku Trinity House odkupiło od spadkobierców Williama Crispe latarnię za kwotę 15838.10 funtów.
W 1929 roku wolno stojąca latarnia została zmodernizowana i przebudowana na stację. Dobudowano domy latarników, którzy do tego czasu mieszkali z rodzinami w oddzielonych od latarni domach.
Latarnia została zautomatyzowana w 1988 roku, a zasilanie słoneczne zamontowano w 1997 roku. Latarnia jest sterowana z Trinity House Operations Control Centre w Harwich.